# Михайлівка (Веселинівська селищна громада)
Миха́йлівка — село в Україні, у Веселинівській селищній громаді Вознесенського району Миколаївської області. Населення становить 546 осіб. До 2016 року орган місцевого самоврядування — Токарівська селищна рада.

## Населення

### Мова
Розподіл населення за рідною мовою за даними перепису 2001 року:
| Мова            | Кількість | Відсоток |
| --------------- | --------- | -------- |
| українська      | 503       | 92.12%   |
| російська       | 21        | 3.86%    |
| румунська       | 17        | 3.11%    |
| білоруська      | 4         | 0.73%    |
| інші/не вказали | 1         | 0.18%    |
| Усього          | 546       | 100%     |

## Історія
У 1925—1939 роках село входило до складу Карл-Лібкнехтівського німецького національного району Миколаївської округи (з 1932 — Одеської області).